# Nicola Griffith
Nicola Griffith (n. 30 septembrie 1960, Yorkshire, Anglia) este un scriitor britanic de science-fiction, editor și eseist. A câștigat premiile Nebula, James Tiptree, Jr., World Fantasy și șase premii literare Lambda. A mai primit premiul Alice B în 2009.
Romanul Slow River (1994) câștigător al premiului Nebula a fost publicat în limba română sub titlul Râul liniștit de către Millenium Press.

## Lucrări

### Romane
- Ammonite (1993)
  - ro.:  Amonit (Editura Hecate, 2015), traducere de Ioana Filat[7]
- Slow River (1995)
- The Blue Place (1998)
- Stay (2002)
- Always (2007)

### Antologii
- Bending the Landscape: Fantasy (1997, cu Stephen Pagel)
- Bending the Landscape: Science Fiction (1998, cu Stephen Pagel)
- Bending the Landscape: Horror (2001, cu Stephen Pagel)

### Ficțiune scurtă
- An Other Winter's Tale (1987)
- Mirrors and Burnstone (1988)
- The Other (1989)
- We Have Met the Alien (1990)
- The Voyage South (1990)
- Down the Path of the Sun (1990)
- Song of Bullfrogs, Cry of Geese (1991)
- Wearing My Skin (1991)
- Touching Fire (1993)
- Yaguara (1994)
- A Troll Story (2000)
- With Her Body (2004, colecție de povestiri care include Touching Fire, Songs of Bullfrogs, Cry of Geese și Yaguara)